# Diari de Girona
El Diari de Girona és una publicació periòdica de caràcter generalista i de serveis centrada en les notícies de caràcter local i comarcal de la província de Girona. Es publica en català i el grup editor és Prensa Ibérica, presidit per Francisco Javier Moll de Miguel. L'actual Diari de Girona neix l'any 1988 com una renovació democràtica i independent del diari falangista Los Sitios, tot i que no són pocs aquells qui l'han considerat, més enllà del seu predecessor immediat, el descendent directe del Diario de Gerona de avisos y noticias, periòdic defensor de la Lliga Regionalista que va existir del 1889 al 1936. Per aquest motiu, cal tenir-los en compte tots dos a l'hora d'analitzar l'origen d'aquest diari.

## Publicacions anteriors amb el nomDiario de Gerona
Existeixen d'altres publicacions anteriors als diaris citats anteriorment que també portaven per nom Diario de Gerona. El primer d'ells data del 20 de juliol del 1808, arran del primer setge que va patir la ciutat de Girona per part de les tropes franceses. Malgrat les tràgiques circumstàncies en les quals es trobava la ciutat el diari va continuar publicant fins al 10 de desembre de 1809, moment en què la ciutat es va rendir. El primer Diario de Gerona era una publicació diària, de quatre pàgines (excepcionalment alguna més) i redactada en castellà. Publicava informacions de tipus pràctic i organitzatiu per mantenir la població informada durant aquells moments de desconcert, com ara, temes referents a l'organització sanitària de la ciutat, la neteja, el procediment d'enterrament dels cadàvers, l'aprovisionament dels hospitals, així com l'aplegament de recursos materials i el reclutament d'homes aptes per a la lluita per a proveir la resistència. La tasca del diari era, doncs, d'una banda transmetre les ordres de les autoritats i, de l'altra, informar de la situació dels combats tant a Girona com a la resta d'Europa. Això ho a través dels partes de guerra, pamflets que elaboraven els oficials des del mateix camp de batalla i on sempre es magnificaven les victòries pròpies i es minimitzaven les de l'enemic per tal de, alhora, deslegitimar les informacions franceses. En definitiva, aquell primer Diario de Gerona és fonamental per entendre les estratègies que van utilitzar les classes dirigents gironines per mantenir els ànims de la resistència davant del setge de les tropes imperials entre 1808 i 1809.
La segona publicació amb el nom de Diario de Gerona era un periòdic diari també en castellà, de quatre pàgines i sense il·lustracions que es va poder llegir del 25 de maig al 30 de novembre de l'any 1823 i del qual se'n conserven menys de deu exemplars. Es tractava d'un diari d'una forta orientació reialista que s'oposava rotundament als principis constitucionalistes i que, tot sovint, publicava una sèrie de "partes" de caràcter catastrofista amb la intenció de desestabilitzar el govern durant el Trienni Liberal:
| « | (castellà) El primer paso que debía darse en la restauración de la Monarquía, y de los derechos legítimos del Altar y del Trono, era anular todos aquellos actos de usurpación, restituir las propiedades y los diezmos usurpados á sus antiguos y verdaderos dueños, y asegurar el restablecimiento de la paz, de la tranquilidad y del orden sobre las bases externas de la justicia y de la buena fe. | » |

Amb el retorn de la monarquia de Ferran VII el periòdic es va deixar de publicar, però l'existència d'aquest diari és una prova clara de la presència, més o menys organitzada, de les forces absolutistes a les comarques de Girona.
Finalment, encara hi ha la referència d'un tercer diari corresponent a l'any 1854, tot i que d'aquest darrer no se n'ha conservat cap exemplar.

## Antecedents del Diari de Girona
El Diario de Gerona de avisos y noticias va ser un diari catòlic, conservador i catalanista fundat pel procurador dels tribunals Rafael Masó i Pagès. Per a la família Masó-Valentí, una de les més influents de Girona, aquest periòdic era un intent de recuperar el diari fundat per Gaudenci Masó, pare de Rafael, que portava per nom El Constitucional, Órgano del Partido Liberal Dinástico de la Provincia de Gerona i que es va publicar del 1881 al 1936. Aquest diari es va imprimir als baixos de la Casa Masó del carrer Ballesteries de Girona, de la família Masó fins al 1936. El 18 de juliol d'aquell any va tancar amb motiu de l'escalt de la Guerra Civil. Entre 1881 i 1915, el seu director fou Rafael Masó Pagès. A la mort d'aquest el va substituir el seu fill gran Santiago Masó com a director. Un dels seus altres fills, Rafael Masó, també va col·laborar dissenyant la capçalera que es començà a publicar a partir del desembre del 1909. L'any 1916 va fer una variant del mateix disseny i l'any 1931, quan el diari s'imprimeix en català, un de nou.

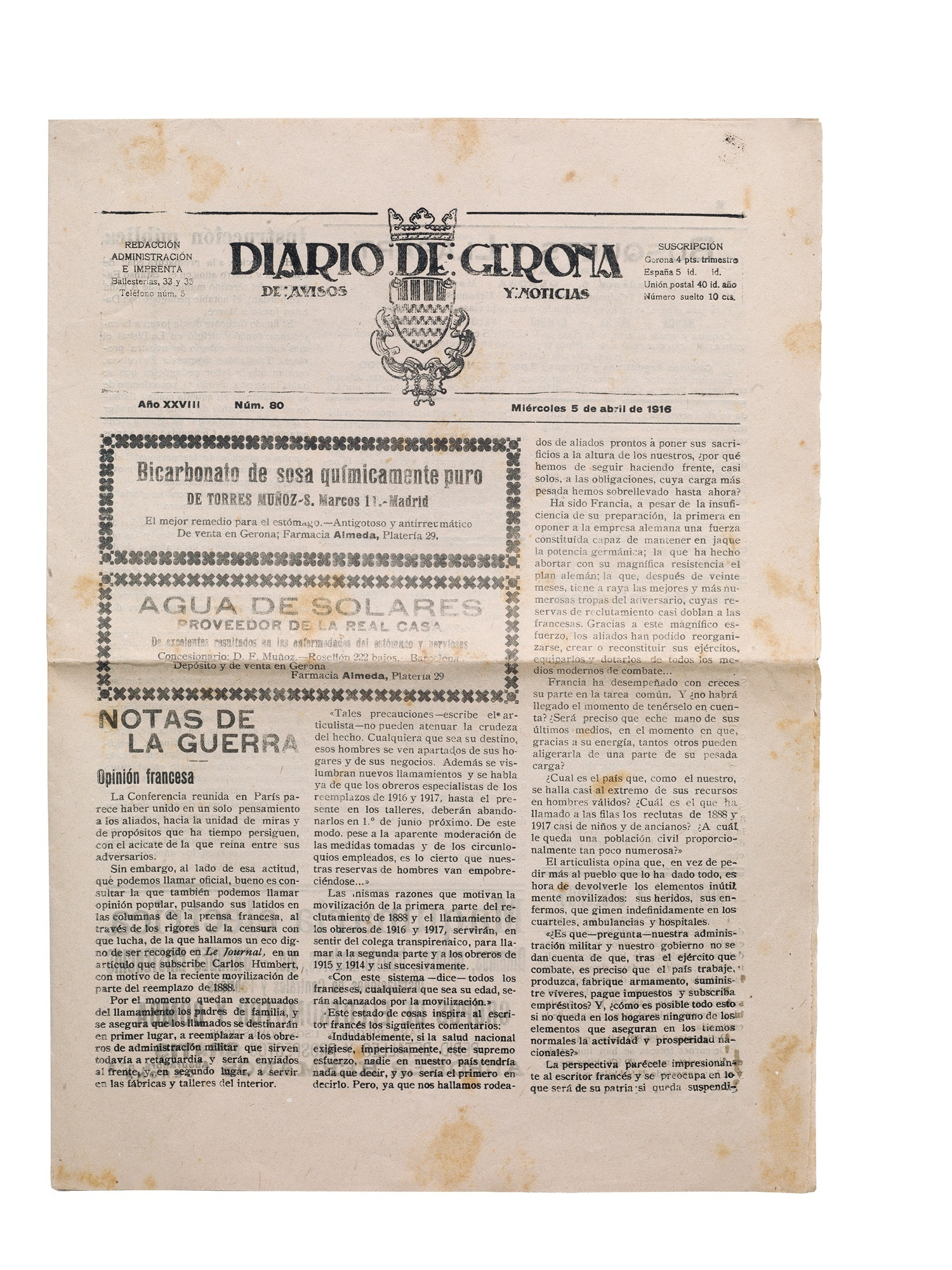
Diari de Girona, imprès a la Casa Masó del carrer Ballesteries, 29

Pel que fa al seu contingut, el Diario de Gerona de avisos y noticias oferia una àmplia informació sobre temes polítics, literaris i mercantils, que no se cenyien només a l'àmbit nacional sinó que abastaven també l'àmbit internacional.
Ideològicament, va ser un diari que sorgí ja amb un esperit intencionadament patriòtic. Amb el temps, va anar guanyant nom i rellevància, especialment pel seu compromís amb la burgesia conservadora i catòlica de Girona. Amb el temps, va anar adoptant els principis del regionalisme fins a esdevenir la veu oficial de la Lliga Regionalista a les comarques de Girona.
Durant la seva llarga trajectòria el diari va patir molts canvis, especialment de format. Així, per exemple, mentre que el 1925 el diari s'imprimia a 8 pàgines de format quart (335 x 240 mm) i a 3 columnes, a partir del 1929 va reduir el nombre de pàgines (va passar a 4 pàgines) i va ampliar les columnes fins a 6 i el format fins a 500 x 350 mm. A més, tot i que durant molts anys s'editava en castellà amb excepció d'alguns articles puntuals, el 1932 va passar a anomenar-se definitivament Diari de Girona i va estar escrit íntegrament en català fins a la seva desaparició als inicis de la Guerra Civil.
Ja des de principis de segle, el diari anà adoptant cada vegada una postura més crítica envers el sistema de govern espanyol i destacant la seva clara posició al costat del catalanisme burgès:
| « | (castellà) Los que no vivimos de la política, sinó a pesar de la política, hemos de quejarnos amargamente, día tras día y año tras año, de la desesperante inacción de todos los gobernantes y políticos que asfixiados en la atmósfera viciada del Madrid burocrático, quiere reglamentarlo y dirigirlo todo sin apenas conocer ni apreciar las necesidades y las condiciones de vida de las regiones de España (...) | » |

Com que en aquella època encara no hi havia escoles de periodisme, els redactors del Diario de Gerona de avisos y noticias eren autodidactes, només alliçonats per aquells redactors que tenien més experiència. Alguns tenien estudis universitaris de Dret o Lletres; d'altres eren clergues amb una formació considerable. En els seus inicis tot el que s'hi aportava era escrit a mà i, fins i tot quan va arribar a principis del s.XX la màquina d'escriure, alguns dels redactors més veterans van continuar utilitzant la ploma, que ja era l'estilogràfica.
El sistema de notícies també era molt rudimentari. Tant, que algunes informacions podien arribar fins i tot amb dies de retard. A més a més, el diari pràcticament no tenia il·lustracions atès el gran cost que suposaven els gravats els motlles dels quals, a més, s'havien de confeccionar a Barcelona.
El Diario de Gerona de avisos y noticias va tancar el primer dia de la guerra. Aquell mateix any també es va clausurar el segon diari gironí més important durant la Segona República Espanyola, L'Autonomista, un influent diari republicà amb el qual el Diario de Gerona de avisos y noticias va competir pels lectors durant tota la seva existència. Sense aquests dos diaris, la ciutat de Girona va quedar sense cap diari local fins que es va fundar, l'abril de 1939, El Pirineo, que va durar poc més de tres anys. Amb la seva maquinària confiscada, el règim posava en marxa el gener de 1943 un nou diari de clara tendència falangista: Los Sitios.